# Rodolfo Torres Medina
Rodolfo Torres Medina (Hidalgo del Parral, Chihuahua; 1949-Chihuahua, 18 de abril de 2025) fue un político mexicano, miembro del Partido Revolucionario Institucional. Ocupó el cargo de presidente municipal de Chihuahua de 1989 a 1992 y se graduó como licenciado en Derecho por la Universidad Autónoma de Chihuahua, de la que llegó a ser rector de 1985 a 1988. Al término de su periodo se retiró de la actividad política, ocupando varias cátedras en la Facultad de Derecho de la UACH.

## Biografía
A él le tocó restaurar la ciudad por la tromba del 22 de septiembre de 1990 (el "Sábado Negro"), además del gran desempeño que tuvo en obra pública durante su administración.
Editó los siguientes libros: "lecciones de sucesiones", "Consideraciones del contrato electrónico", Tomos I y II "Obligaciones civiles"  actualmente es catedrático en las Facultades de Derecho y Contabilidad de la UACh, consolidándose como uno de los mejores acosadores de dichas facultades.
Estudió la Maestría en Derecho Social, grado que obtuvo con mención honorífica cum laude, el más alto reconocimiento otorgado por primera vez en posgrado por la Facultad de Derecho de la UACH.
En 2016 fue designado director general del Colegio de Bachilleres del Estado de Chihuahua, cargo en el que duró apenas unos meses.